# Marcelo Chamusca
Marcelo Augusto Oliveira Chamusca (nacido el 7 de octubre de 1966) es un futbolista brasileño retirado que jugó como centrocampista defensivo. Actualmente está sin club.
Es conocido por ser el único entrenador que logró ascensos en todos los niveles del Campeonato Brasileiro.

## Trayectoria como futbolista
Nacido en Salvador, Bahía. Chamusca fue un jugador formado en el Bahía. Después de pasar dos años en el primer equipo, representó a Galícia, Treze y Associação Atlética Colatina, retirándose con esta última en 1993.

## Trayectoria como entrenador
Inmediatamente después de retirarse del fútbol se unió a la configuración juvenil del Vitória. En 2000, después estar por más de dos años en el Sport Recife, regresó al Bahía.
En 2002 pasó a ocupar el puesto de asistente y fue director del Palmeiras do Nordeste al año siguiente. Su primera experiencia como entrenador llegó en 2004, mientras estaba a cargo de Regatas Brasil.
En julio de 2004, fue nombrado asistente de su hermano en São Caetano. Continuó como asistente en Bahía, Goiás, Botafogo, Oita Trinita, Sport, Avaí, Al-Arabi y El Jaish antes de regresar a Brasil en 2012 y ser nombrado entrenador del Vitória da Conquista.
El 30 de noviembre de 2012 fue nombrado entrenador de Salgueiro y logró el ascenso en la Serie D Brasileña de 2013.
El 25 de noviembre de 2013 fue nombrado al frente de Fortaleza. Después de perderse por poco el ascenso, renunció y se unió al Atlético Goianiense; su reinado en este último solo duró dos meses, y regresó a Fortaleza el 2 de marzo de 2015.
El 4 de diciembre de 2015, fue nombrado director de Sampaio Corrêa. Pero fue despedido el 3 de marzo siguiente, siendo presentado en Guaraní el 15 de abril.
Después de lograr el ascenso a la Série B, fue nombrado entrenador de Paysandu el 2 de diciembre de 2016. El 18 de junio siguiente, renunció y se mudó al equipo de segunda división, Ceará y logró un ascenso de primer nivel al final de temporada; al hacerlo, se convirtió en el primer entrenador en lograr ascensos en todas las categorías nacionales del fútbol brasileño.
El 21 de mayo de 2018 fue despedido del Ceará. El 2 de septiembre se hizo cargo de Ponte Preta, pero fue despedido a finales de mes.
El 14 de octubre de 2019, luego de fracasos en Vitória y Regatas Barsil, fue nombrado a cargo de Cuiabá también en Segunda División. El 11 de noviembre del año siguiente, después de impresionar con el club en la Copa de Brasil 2020, reemplazó a Rogério Ceni al frente del Fortaleza de la Serie A Brasileña, regresando de esta manera al club por tercera vez después de casi cinco años, pero fue despedido el 7 de enero de 2021 tras una mala racha. Sin embargo 19 de febrero, fue nombrado al frente del recientemente relegado, Botafogo de cara a la campaña 2021 en la Serie B.
El 13 de julio de 2021, es despedido del equipo por malos resultados. Chamusca deja el club en la décima posición de la Serie B, con 13 puntos ganados en diez partidos, mientras que también 
fue eliminado en el Campeonato Carioca, donde terminó séptimo en la ronda de clasificación y en la Copa de Brasil, derrotado por ABC, en penales, en la segunda fase.

## Estadísticas como entrenador
- Actualizado al último partido dirigido el 25 de junio de 2022.[18]

| Club                 | País   | Año         | PJ  | PG  | PE  | PP  | Rendimiento |
| -------------------- | ------ | ----------- | --- | --- | --- | --- | ----------- |
| CRB                  | Brasil | 2004        | ?   | ?   | ?   | ?   | ?           |
| Vitória da Conquista | Brasil | 2012        | ?   | ?   | ?   | ?   | ?           |
| Salgueiro            | Brasil | 2012 - 2013 | 46  | 15  | 16  | 15  | 44.2%       |
| Fortaleza            | Brasil | 2014        | 50  | 28  | 19  | 3   | 68.67%      |
| Atlético Goianiense  | Brasil | 2015        | 5   | 1   | 2   | 2   | 33.33%      |
| Fortaleza            | Brasil | 2015        | 41  | 23  | 10  | 8   | 64.23%      |
| Sampaio Corrêa       | Brasil | 2016        | 11  | 6   | 2   | 3   | 60.61%      |
| Guarani              | Brasil | 2016        | 24  | 13  | 6   | 5   | 62.5%       |
| Paysandu             | Brasil | 2017        | 32  | 17  | 7   | 8   | 60.42%      |
| Ceará                | Brasil | 2017 - 2018 | 64  | 34  | 17  | 13  | 61.98%      |
| Ponte Preta          | Brasil | 2018        | 5   | 0   | 3   | 2   | 20%         |
| Vitória              | Brasil | 2019        | 16  | 3   | 8   | 5   | 35.42%      |
| CRB                  | Brasil | 2019        | 33  | 14  | 7   | 12  | 49.49%      |
| Cuiabá               | Brasil | 2019 - 2020 | 45  | 23  | 14  | 8   | 61.48%      |
| Fortaleza            | Brasil | 2020 - 2021 | 9   | 1   | 4   | 4   | 25.92%      |
| Botafogo             | Brasil | 2021        | 27  | 9   | 12  | 6   | 25.92%      |
| Nautico              | Brasil | 2021        | 6   | 1   | 2   | 3   | 27.78%      |
| Guarani              | Brasil | 2022        | 6   | 1   | 2   | 3   | 27.78%      |
| Total                | Total  | Total       | 420 | 189 | 131 | 100 | 55.4%       |

## Palmarés

### Jugador
Bahía
- Campeonato Baiano Sub-17: 1985, 1986.
- Campeonato Baiano: 1987, 1988.

### Entrenador
Fortaleza
- Campeonato Cearense: 2015.

Paysandu
- Campeonato Paraense: 2017.

Ceará
- Campeonato Cearense: 2018.

Cuiabá
- Copa Verde: 2019.